# College Place
College Place és una ciutat al Comtat de Walla Walla de l'Estat de Washington. Segons el cens del 2000 tenia 7.818 habitants.

## Demografia
Segons el cens del 2000, College Place tenia 7.818 habitants, 2.909 habitatges, i 1.870 famílies. La densitat de població era de 1.247,3 habitants per km².
Dels 2.909 habitatges en un 28,5% hi vivien nens de menys de 18 anys, en un 50,5% hi vivien parelles casades, en un 10,8% dones solteres, i en un 35,7% no eren unitats familiars. En el 29,4% dels habitatges hi vivien persones soles l'11,9% de les quals corresponia a persones de 65 anys o més que vivien soles. El nombre mitjà de persones vivint en cada habitatge era de 2,36 i el nombre mitjà de persones que vivien en cada família era de 2,93.
Per edats la població es repartia de la següent manera: un 21,1% tenia menys de 18 anys, un 21,4% entre 18 i 24, un 23,2% entre 25 i 44, un 16,6% de 45 a 60 i un 17,7% 65 anys o més.
L'edat mediana era de 31 anys. Per cada 100 dones de 18 o més anys hi havia 87,8 homes.
La renda mediana per habitatge era de 30.330 $ i la renda mediana per família de 40.833 $. Els homes tenien una renda mediana de 34.167 $ mentre que les dones 25.871 $. La renda per capita de la població era de 14.493 $. Aproximadament l'11,3% de les famílies i el 16% de la població estaven per davall del llindar de pobresa.

## Poblacions properes
El següent diagrama mostra les poblacions més properes.